# 神戸新聞の7日間
『神戸新聞の7日間』（こうべしんぶんのなのかかん）は、2010年1月16日にフジテレビ系列の『土曜プレミアム』枠で放送されたドキュメンタリードラマ。
サブタイトルを含めた正式タイトルは『阪神・淡路大震災から15年 神戸新聞の7日間 〜命と向き合った被災記者たちの闘い〜』（はんしん・あわじだいしんさいからじゅうごねん こうべしんぶんのなのかかん いのちとむきあったひさいきしゃたちのたたかい）である。視聴率は関西地区19.3%、関東地区15.3%（いずれもビデオリサーチ調べ）。
半年後の6月に東宝でDVD化された。

## 概要
1995年1月17日午前5時46分に阪神・淡路大震災が発生。神戸市や周辺の阪神地域を中心に大きな被害を出した。道路、鉄道、電気、水道、ガス、電話などのライフラインは全て寸断され、被災者は暗闇の中で呆然としたりパニックに陥った。そして街は情報から遮断された。その被災地である神戸市の只中にあった神戸新聞社本社も壊滅的な打撃を受けた。
新聞発行に最も必要なホストコンピュータを含めた編集・制作部門など、2本の電話回線以外全ての機能が失われた中で新聞制作と写真の現像も不可能な状況になった。しかし、そんな困難な状況でも編集局長は命令を出した。「新聞は必ず出すぞ!」。新聞発行のために奔走し、また“惨状と悲劇を前に人間であるべきか、冷徹に記者そして記録者であるべきか”と悩み、ぶつかり合う記者たちの姿を描く再現ドラマ部分とともに、震災から15年を経た現在の記者たちの姿を追ったドキュメンタリーで構成される。
本社崩壊、痛む傷口、そして最愛の家族の死、立て続けに起きる過酷な現実に悲しみや絶望感を覚えながらも、自分たちも被災した記者として地元への思いを胸に命がけで現場へ向かった。

## キャスト
全て実在する人物。役職は阪神・淡路大震災発生当時。
- 三津山朋彦：櫻井翔（嵐）[2]

写真部記者。ドラマの語り手。元会社員。疑問に思ったことは先輩記者にもぶつけるなど度胸の強さを持っている。友人の加賀美を震災で失う。
- 小藤香織：吹石一恵

写真部記者。新人記者で思うような写真が撮れず、上司の則本から怒られていた。震災後は被災現場を撮影するも被災者から「勝手に撮るな!」と怒鳴られて以降写真を撮ることに恐怖感を覚えて撮れなくなる。
- 金居光由：萩原聖人

写真部記者（のち読者サポートセンター長を経て阪神総局長）。ベテラン記者として紙面に載せられるような写真を撮れなかった小藤にも「取材の基本は蚊取り線香や」「周りからグルグル攻めれば本質が見える」とアドバイスを送った。震災後も撮影に躊躇する若手記者をよそに被災者にカメラを向け続けた。それが基で後輩の三津山と陳から怒りをぶつけられもみ合いになるもベテラン記者として意見を曲げず、現場へ向かった。作中で金居が出会った「母親の遺骨を集める少年」の写真は、震災から20年後に神戸新聞夕刊に連載記事として掲載され、亡くなったのは母親でなく祖母であったことが判明している。
- 則本修美：矢島健一

写真部デスク。没になる写真しか撮れない新人の小藤に苦言を呈すも、震災で緊迫感ある写真を撮った際には「良い写真が撮れてる」と褒めた。しかし、小藤から「困っている被災者のどこが良い写真ですか？」と疑問をぶつけられた。金居には現場ばかりでなくデスク業務もするよう促すも「写真撮るなって意味か？」と抵抗され、首を絞められた。なお、出社時に被害状況を撮影し、「大手新聞社ですら撮れてない写真もあるから京都(新聞社)に届けてくれ!」と被災現場へ向かおうとした三津山を京都へ行かせた。
- 陳友昱：田中圭

社会部記者。三津山より4歳年下の同期。被災現場の火災で消火すらできずに悲しみに暮れる被災者を放っとくことができず、カメラを置き消火活動に参加するも市民から「あんたの仕事はこれ(カメラで撮ること)やろ!」と促される。しかし、三津山や小藤同様被災者にカメラを向けることに抵抗を感じるようになった。
- 望月克二：神保悟志

社会部記者。自社での新聞発行は不可能な状況になり、「読者へのお詫び」の題名で京都新聞社へ電話をかけ、 整理部長・平田に記事を書かせた。所属部員の取材記事を差し替えるよう京都にいる堀部に頼むも断られ、「何とかするのが整理部の仕事やろ!」と苛立ちをぶつける場面もあった。
- 渡辺昭義：堀部圭亮

整理部デスク。首藤の右腕とも言える存在。地震でめちゃくちゃになった本社の状況を出社した山根に報告。その後、首藤、佐々、三津山と共に京都新聞社へ向かった。京都新聞社を間借りして新聞発行をしていることから、三津山や望月にも全ての記事や写真を載せると京都側に支障が出ることから発行はできても今までのように長編での発行はできない旨を伝えた。
- 首藤満州児：髙嶋政宏[6]

整理部長。震災で足を負傷しながらも新聞発行のため、自ら山根に志願して京都新聞社へ向かった。
- 山根秀夫：内藤剛志

取締役編集局長（のち社長）。写真部員達に「“人間”を撮れ」と日頃から言っている。震災により自社での新聞発行が不可能な状況に陥り、京都新聞社に電話をかけ災害時協力協定を発動させ自社社員を京都へ向かわせ、新聞発行に漕ぎつけた。
- 佐々忠夫：ダンカン

車両部運転手。震災で自らも足を負傷したが、新聞発行のために京都新聞社への派遣を引き受け車を運転した。
- 石田勝：深水三章

販売店所長で健司の父親。震災で販売店の建物が倒壊し、下敷きとなって亡くなった。
- 石田健司：福井博章

石田の息子。バイクにて配達中に大きな揺れに襲われた。震災後に印刷所から新聞が届いたが、家の下敷きになった父親・勝の身を案じながらも「こういう(地震で家族が下敷きになった)状況下でも親父なら(新聞配達員として)新聞を市民に届ける」と悲しみを押し殺し、家族にも手伝わせて新聞を被災市民に届けた。
- 浮田敬一：河野洋一郎

販売部次長。
- 加賀美祥子：いとうあいこ

三津山の転職前の勤務先での友人。被災死する。
- 祥子の祖母：長内美那子
- 消防士：松本勝

地震発生直後の火災で現場に向かうも断水により放水できず、立ち尽くすことしかできなかった。
- 三木康弘：山本圭

論説委員長。自宅が崩壊し、父親が下敷きになった。すぐに出社できなかったが本社が移転した震災3日後の20日、社説「被災者になって分かったこと」を執筆。父親はその後亡くなった。
- 平田孝之：小野武彦

京都新聞整理部長。災害時協力協定を発動し、神戸新聞の発行を引き受ける。

## スタッフ
- 原作：『神戸新聞の100日』（神戸新聞社）
- 脚本：田辺満
- 企画・プロデュース：立松嗣章
- プロデューサー：成田一樹、及川博則、松野千鶴子、大隈正睦、中津留誠
- 演出：七高剛、茂原雄二
- 制作協力：アズバーズ、スローハンド
- 制作著作：フジテレビ